# إلبا
جزيرة إِلْبَة أو إلبا (بالإيطالية: Isola d'Elba أصد: [ˈi:zola ˈdelba] باللاتينية: Ilva) هي جزيرة إيطالية، تقع في البحر الأبيض المتوسط، وتتبع إدراياً لإقليم تُسكانة وتحديداً لمقاطعة لِفُرنة. تبعد الجزيرة حوالي 20 كم من سواحل مدينة بيومبينو. عدد سكان الجزيرة حوالي 31,572 نسمة. والكثافة السكانية في إلبة حوالي 140/كم2. تبلغ مساحة الجزيرة 224 كم2 مما يجعلها أكبر جزيرة من جزر أرخبيل توسكان. وهي ثالث أكبر الجزر الإيطالية بعد كل من صقلية وسردينيا.

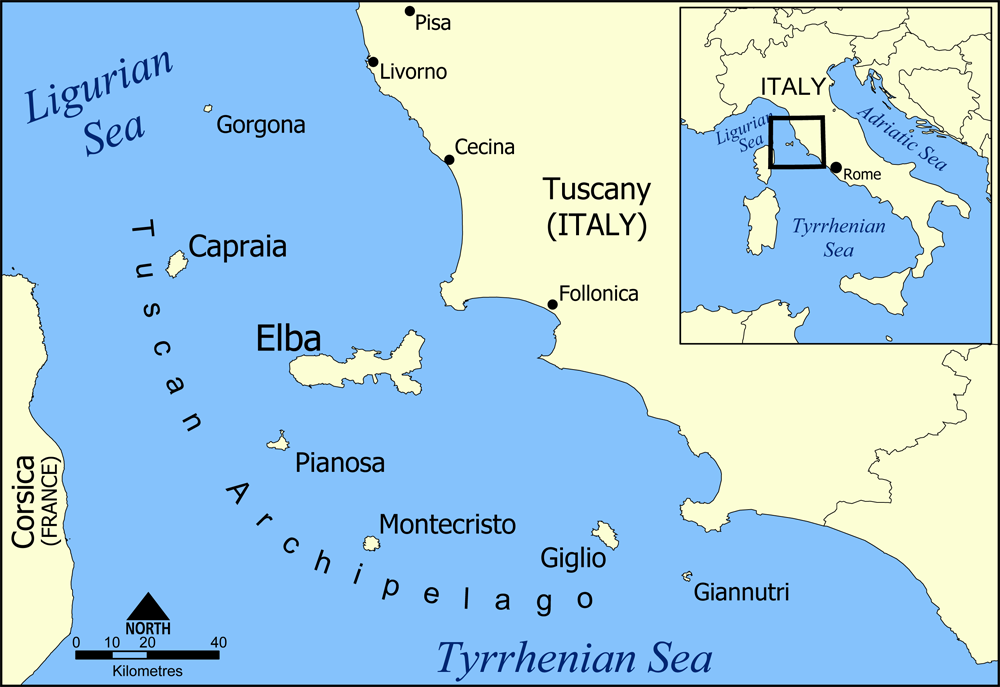
خريطة أرخبيل توسكان وتظهر فيها جزيرة إلبة

## جغرافيا و تاريخ

### المناخ
يعتبر مناخ إلبة مناخاً متوسطياً، باستثناء جبل كابانّي (بالإيطالية: Mount Capanne)، حيث يكون الشتاء بارداً معتدلاً. ويتركز هطول الأمطار في الخريف ويضم أمطاراً عادية.
ويبين الجدول أدناه متوسط درجات الحرارة لإلبة حسب كل شهر:
| الشهر                    | يناير | فبراير | مارس | أبريل | مايو | يونيو | يوليو | أغسطس | سبتمبر | أكتوبر | نوفمبر | ديسمبر | سنوياً |
| ------------------------ | ----- | ------ | ---- | ----- | ---- | ----- | ----- | ----- | ------ | ------ | ------ | ------ | ----- |
| درجة الحرارة القصوى (°C) | 12    | 13     | 14   | 16    | 21   | 24    | 27    | 27    | 25     | 20     | 15     | 13     | 18,9  |
| درجة الحرارة الدنيا (°C) | 8     | 9      | 10   | 12    | 16   | 19    | 22    | 21    | 19     | 15     | 10     | 8      | 14,1  |
| معدل الأمطار (مم)        | 61    | 53     | 51   | 47    | 28   | 24    | 13    | 30    | 51     | 82     | 86     | 69     | 595   |

كانت الجزيرة منفى الامبراطور الفرنسي السابق نابليون بونابرت في عام 1815

## التقسيم الإداري
تقسم جزيرة إلبة إلى 8 بلديات:

### بورتوفيرايو

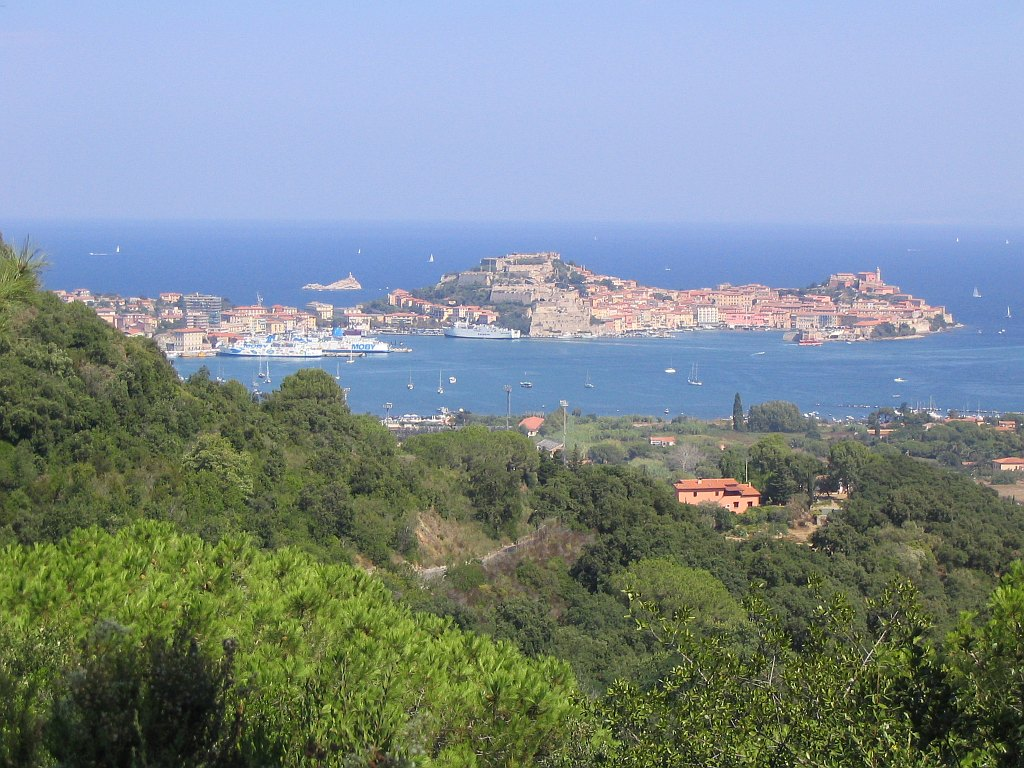
ساحل بورتوفيرايو

بورتوفيرايو (بالإيطالية: Portoferraio)، هي مركز الجزيرة والبلدية الرئيسية فيها. تبلغ مساحتها حوالي 47.46 كم2. يبلغ عدد سكانها حوالي 12,136 نسمة. بسبب تضاريسها تقع مباني المدينة في منحدرات تل صغير محاط بالبحر من ثلاثة جهات.
أسس هذه المدينة كوسيمو دي ميدكي (Cosimo I de' Medici) دوق توسكانا، عام 1548 باسم كوسمبولي (Cosmopoli)، الذي يعني مدينة كوسيمو.

### كامبو نيل إلبة
- كامبو نيل إلبة (Campo nell'Elba):
- كابلفيري (Capoliveri):
- ماركيانا (Marciana):
- ماركيانا مارينا (Marciana Marina):
- بورتو آزورو (Porto Azzurro):
- ريو مارينا (Rio Marina):
- ريو نيل إلبة (Rio nell'Elba):

## صُور

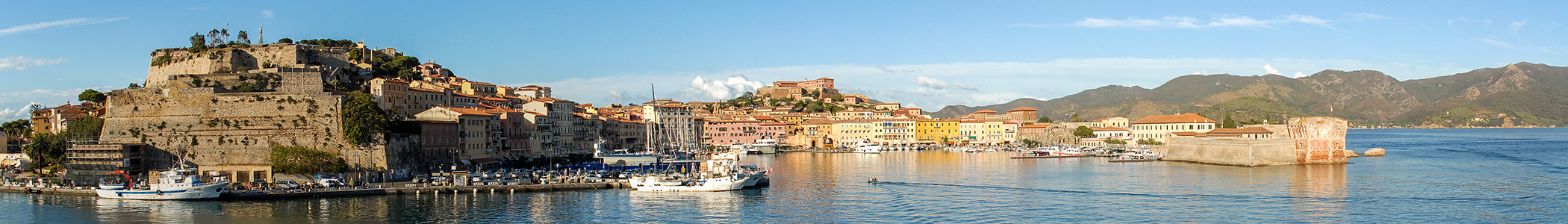
صورةٌ بَانورامية (صُورة شامِلةُ الرُّؤية) لِجزِيرة إِلبَا الإِيطالِيَّة الَّتِي يضُمُّهَا البحر الأَبيض مِن كُلّ جِهَاتِها